# Heliporto do Exército do Pentágono
O Heliporto do Exército do Pentágono (ICAO: KJPN, FAA LID: JPN) é um heliporto militar que serve o Pentágono. Consiste em um único heliporto em forma de pentágono e está localizado no lado norte do edifício do Pentágono. É usado com fins de transportar figuras VIPs, como líderes militares e convidados estrangeiros, de e para o Pentágono via helicóptero. 